# William Charles Fleming Robertson
Sir William Charles Fleming Robertson, KCMG (* 1867; † 27. Juni 1937) war ein britischer Kolonialbeamter, der unter anderem zwischen 1925 und 1933 Gouverneur von Barbados war.

## Leben
William Charles Fleming Robertson absolvierte ein Studium am Trinity College Dublin, welches er 1889 mit einem Bachelor of Arts (BA) beendete. Er trat danach in den kolonialen Verwaltungsdienst (Colonial Administrative Service) ein und fand in den folgenden Jahren zahlreiche Verwendungen in der Kronkolonie Goldküste. Dort wurde er unter anderem 1898 Schulinspektor und fungierte 1914 als kommissarischer Gouverneur (Acting Governor). 1915 wurde er als Kolonialsekretär (Colonial Secretary) zur Kronkolonie Gibraltar versetzt und war dort bis 1917 tätig. Im Anschluss übernahm er 1917 den Posten als Vizegouverneur (Lieutenant-Governor) der Kronkolonie Malta und bekleidete dieses bis 1925. Für seine Verdienste in dieser Funktion wurde er 1919 zum Companion des Order of St Michael and St George (CMG) ernannt.
Robertson wurde daraufhin am 31. Dezember 1925 neuer Gouverneur von Barbados und damit Nachfolger von Sir Charles Richard Mackey O’Brien. Er bekleidete diese Posten bis zum 21. Januar 1933, woraufhin Harry Scott Newlands neuer Gouverneur wurde. Während dieser Zeit wurde er im Zuge der sogenannten „Birthday Honours“ am 3. Juni 1927 als Knight Commander des Order of St Michael and St George (KCMG) geadelt, so dass er fortan das Prädikat „Sir“ führte.
Aus seiner 1909 geschlossenen Ehe mit Elizabeth Dora Whelan gingen zwei Söhne und eine Tochter hervor.